# Alexandra Walter

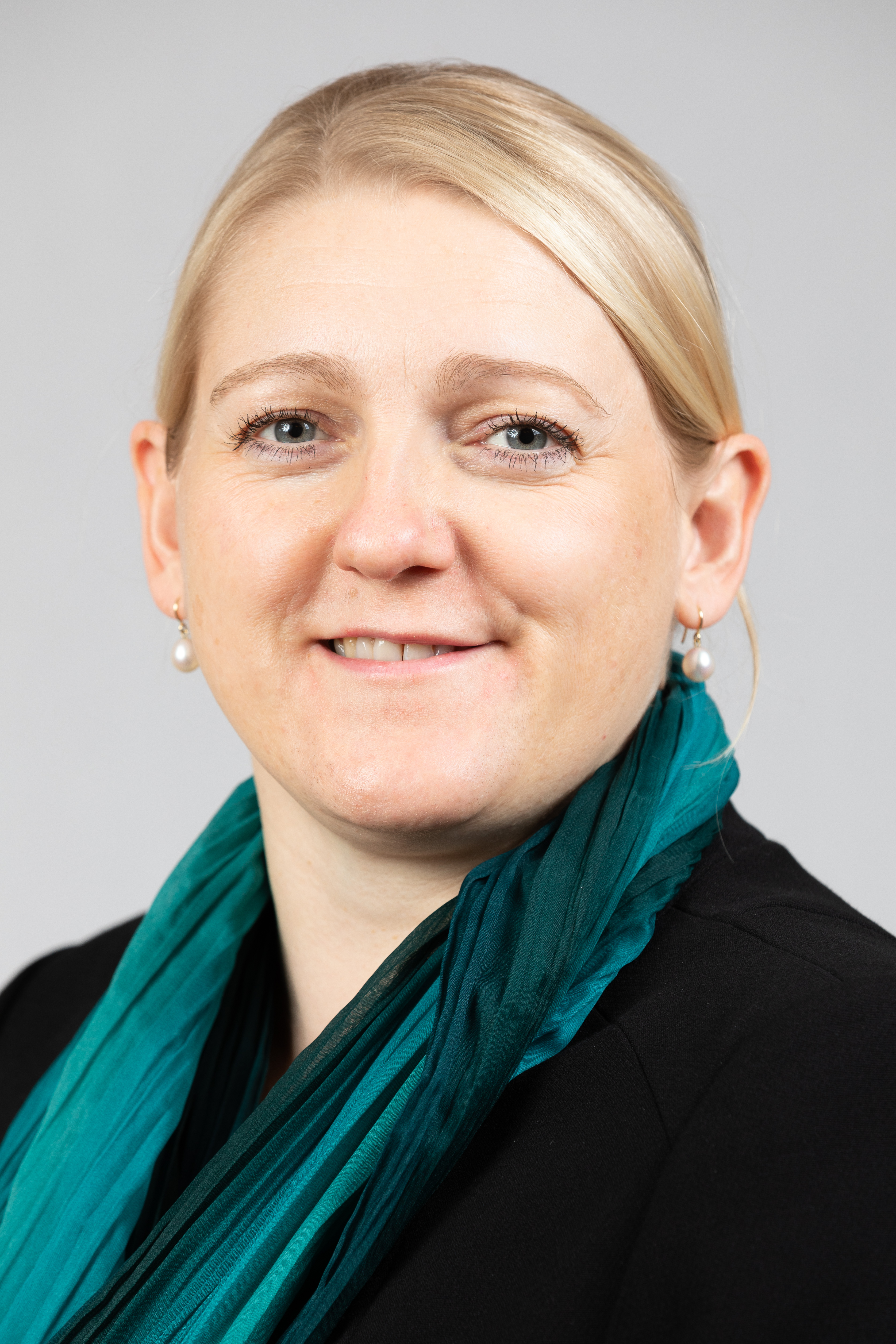
Alexandra Walter, 2019

Alexandra Walter (* 29. Juli 1978 in Frankfurt am Main) ist eine deutsche Politikerin (AfD). Von 2019 bis 2024 war sie Abgeordnete des Hessischen Landtages.

## Leben
Nach dem Abitur absolvierte Alexandra Walter eine Ausbildung zur Fremdsprachenkorrespondentin. Später studierte sie Englisch und Sozialwissenschaften mit Magisterabschluss. Zudem durchlief sie eine Gesangsausbildung an einem Konservatorium. Im Jahr 2017 trat sie der Alternative für Deutschland bei und fungiert für diese als Beigeordnete im Kreistag Groß-Gerau. Für ihre Partei kandidierte sie bei der hessischen Landtagswahl 2018 zudem als Direktkandidatin im Wahlkreis Groß-Gerau I sowie auf Platz 12 der Landesliste. Über die Landesliste gelang ihr am Wahltag auch der Einzug in den Hessischen Landtag. Dort will sie sich vor allem um die Themenbereiche Kultur und Medien kümmern und fordert eine Abschaffung der Rundfunkbeitragspflicht. Walter wohnt in Rüsselsheim am Main.
Nach ihrer Wahl zur Landtagsabgeordneten geriet Alexandra Walter wegen ihr zugeschriebener Kommentare im sozialen Netzwerk Facebook in die Kritik. So habe Walter unter ein Bild mit dem ehemaligen Waffen-SS-Mitglied Dries Coolens geschrieben, dieser sei „ein toller Mensch“, den sie selbst schon „bei einer Vortragsveranstaltung [habe] hören dürfen“. Ferner habe Deutschland den Zweiten Weltkrieg verloren, da Soldaten sich von Frauen des Feindes hätten verführen lassen und daraufhin Kriegsgeheimnisse verraten hätten. Walter bestritt auf Nachfrage, die in Rede stehenden Kommentare verfasst zu haben. Gleichwohl wurde sie bei der konstituierenden Sitzung des Landtags am 18. Januar 2019 nicht in die AfD-Fraktion aufgenommen. Sie gehörte dem Parlament daher als fraktionslose Abgeordnete an. Bei der Landtagswahl 2023 erhielt sie kein Mandat mehr und schied somit im Januar 2024 aus dem Landtag aus.